# Dehiba (délégation)
Dehiba est une délégation tunisienne dépendant du gouvernorat de Tataouine.
En 2004, elle compte 3 971 habitants dont 1 973 hommes et 1 998 femmes répartis dans 776 ménages et 998 logements.